# Partido MAN
Die Partido MAN ist eine 1971 gegründete politische Partei in Curaçao, die zwei von 21 Sitzen in den Staten van Curaçao seit den Parlamentswahlen in Curaçao 2012 hält. In den Wahlen, die der Auflösung der Niederländischen Antillen vorangingen, gewann die Partei ebenfalls zwei Stimmen und schloss sich der Koalitionsregierung an.

## Name
MAN stand ursprünglich für Movementu Antia Nobo (dt: Bewegung der neuen Antillen), aber ein Parteikongress im Jahre 2005 beschloss, die Bedeutung fallen zu lassen und MAN den Namen der Partei selbst sein zu lassen.

## Niederländische Antillen
Der Ministerpräsident der Niederländischen Antillen Don Martina von 1979 bis 1984 und von 1986 bis 1988 war MAN-verbunden. In den Parlamentswahlen in den Niederländischen Antillen, vom 18. Januar 2002, gewann die Partei 5,2 % der Stimmen und keine Sitze, in den Parlamentswahlen von 2006, kehrte die Partei zurück in die Staten van de Nederlandse Antillen mit 3 von 14 Sitzen des Curaçao-Wahlkreises in dem 22 Sitze zählenden Parlament. An den letzten Parlamentswahlen in den Niederländischen Antillen im Jahre 2010, nahm die Partei gemeinsam mit NPA und FK teil und erhielt fünf Sitze.
In dem Inselrat der Niederländischen Antillen von 2003 und 2007, gewann die Partei 2 bzw. 5 Sitze. Die zwei Sitze der Partei, die 2010 in den Inselrat gewählt wurden, wurden als Teil der Staten van Curaçao am 10. Oktober 2010 beibehalten.